# Pallesen-Pilmark Show
Pallesen Pilmark Show va ser un espectacle d'humor i musical danès amb Per Pallesen i Søren Pilmark.
L'estil era d'humor sense paraules amb una sèrie de gags físics centrats en un piano doble amb els dos còmics vestits amb frac. La inspiració pot haver estat Victor Borge.
L'espectacle va recórrer Orient i els Estats Units. Una edició enregistrada per DR va guanyar la Rosa de Plata al Festival de la Rose d'Or de Montreux el 1985.
Pallesen i Pilmark també han treballat plegats fora del programa, com a la sèrie de televisió GGøngehøvdingen i a la pel·lícula nominada a l'Oscar al millor curtmetratge Helmer og Søn el 2006.